# Coleophora fuscocuprella
Coleophora fuscocuprella é uma espécie de mariposa do gênero Coleophora pertencente à família Coleophoridae.